# Majid Hosseini
Seyed Majid Hosseini (tiếng Ba Tư: سید مجید حسینی, sinh ngày 20 tháng 6 năm 1996 ở Karaj) là một cầu thủ bóng đá người Iran thi đấu ở vị trí trung vệ, cho câu lạc bộ tại Süper Lig Trabzonspor và Đội tuyển quốc gia Iran.

## Thống kê sự nghiệp

### Câu lạc bộ
Tính đến 22 tháng 6 năm 2020
| Thành tích câu lạc bộ | Thành tích câu lạc bộ | Thành tích câu lạc bộ   | Giải vô địch | Giải vô địch | Cúp       | Cúp       | Châu lục | Châu lục  | Khác    | Khác      | Tổng cộng | Tổng cộng |
| Mùa giải              | Câu lạc bộ            | Giải vô địch            | Số trận      | Bàn thắng    | Số trận   | Bàn thắng | Số trận  | Bàn thắng | Số trận | Bàn thắng | Số trận   | Bàn thắng |
| Iran                  | Iran                  | Iran                    | Giải vô địch | Giải vô địch | Cúp Hazfi | Cúp Hazfi | Châu Á   | Châu Á    | Khác    | Khác      | Tổng cộng | Tổng cộng |
| --------------------- | --------------------- | ----------------------- | ------------ | ------------ | --------- | --------- | -------- | --------- | ------- | --------- | --------- | --------- |
| 2014–15               | Esteghlal             | Persian Gulf Pro League | 4            | 0            | 0         | 0         | —        | —         | —       | —         | 4         | 0         |
| 2015–16               | Rah Ahan              | Persian Gulf Pro League | 1            | 0            | 0         | 0         | —        | —         | —       | —         | 1         | 0         |
| 2016–17               | Esteghlal             | Persian Gulf Pro League | 16           | 1            | 2         | 0         | 3        | 0         | —       | —         | 21        | 1         |
| 2017–18               | Esteghlal             | Persian Gulf Pro League | 22           | 0            | 4         | 1         | 5        | 0         | —       | —         | 31        | 1         |
| Tổng cộng             | Tổng cộng             | Tổng cộng               | 43           | 1            | 6         | 1         | 8        | 0         | 0       | 0         | 57        | 2         |
| Rah Ahan (mượn)       | 2015–16               | Persian Gulf Pro League | 9            | 1            | 0         | 0         | —        | —         | —       | —         | 9         | 1         |
| Trabzonspor           | 2018–19               | Süper Lig               | 25           | 0            | 4         | 1         | —        | —         | —       | —         | 29        | 1         |
| Trabzonspor           | 2019–20               | Süper Lig               | 14           | 1            | 4         | 0         | 8        | 0         | —       | —         | 26        | 1         |
| Trabzonspor           | Tổng cộng             | Tổng cộng               | 39           | 1            | 8         | 1         | 8        | 0         | 0       | 0         | 55        | 2         |
| Tổng cộng sự nghiệp   | Tổng cộng sự nghiệp   | Tổng cộng sự nghiệp     | 91           | 3            | 14        | 2         | 16       | 0         | 0       | 0         | 121       | 5         |

### Quốc tế
Tính đến 7 tháng 2 năm 2024
| 2018      | 7  | 0 |
| 2019      | 7  | 0 |
| 2022      | 7  | 0 |
| 2023      | 3  | 0 |
| 2024      | 4  | 0 |
| Tổng cộng | 28 | 0 |

## Sự nghiệp quốc tế
Vào tháng 5 năm 2018 anh có tên trong đội hình sơ loại của Iran tham dự Giải vô địch bóng đá thế giới 2018 ở Nga.. Anh có màn ra mắt trước Uzbekistan vào ngày 19 tháng 5 năm 2018.

## Danh hiệu

### Câu lạc bộ
Esteghlal
- Cúp Hazfi (1): 2017–18

### Cá nhân
- Đội hình tiêu biểu năm của Persian Gulf Pro League (1): 2017–18